# Sophie-Henriette de Waldeck
Sophie-Henriette de Waldeck (3 août 1662, Arolsen – 15 octobre 1702, Erbach) est une princesse de Waldeck par la naissance et par mariage duchesse de Saxe-Hildburghausen,

## Biographie
Sophie-Henriette est la fille de Georges-Frédéric de Waldeck et de son épouse la comtesse Élisabeth Charlotte de Nassau-Siegen (1626-1694).
Elle épouse le 30 novembre 1680 à Arolsen le duc Ernest III de Saxe-Hildburghausen, un ami et camarade de son père, avec qui elle vit à Arolsen jusqu'en 1683. Après l'achèvement du château de Hildburghausen (en), le couple s'y installe. Sophie-Henriette a une relation très étroite avec son fils aîné Ernest-Frédéric Ier de Saxe-Hildburghausen et arrange son mariage avec sa cousine germaine, la comtesse Sophie-Albertine d'Erbach-Erbach.
Sophie-Henriette meurt en 1702, dix jours après la naissance de son plus jeune fils et avant le mariage d'Ernest Frédéric et Sophie Albertine. Elle est la première personne à être inhumée dans la crypte royale dans l'Église du palais d'Hildburghausen.
Le père de Sophie-Henriette meurt en 1692, ne laissant pas d'héritiers mâles. Waldeck-Eisenberg passe donc à la branche de Waldeck-Wildungen. La seigneurie de Culemborg aux Pays-Bas échoit en héritage à la sœur aînée de Sophie-Henriette, Louise-Anne (par son mariage comtesse de Erbach-Fürstenau), et après la mort de Louise en 1714, sans descendant, au fils de Sophie-Henriette, Ernest-Frédéric Ier, qui la vend à la province néerlandaise de Gueldre, en 1748.

## Descendance
1. Ernest-Frédéric Ier de Saxe-Hildburghausen (Gotha, 21 août 1681 – Hildburghausen, 9 mars 1724).
2. Sophie-Charlotte (Arolsen, 23 décembre 1682 – Eisfeld, 20 avril 1684).
3. Sophie-Charlotte (Hildburghausen, 23 mars 1685 – Hildburghausen, 4 juin 1710).
4. Charles-Guillaume (Arolsen, 25 juillet 1686 – Arolsen, 2 avril 1687).
5. Joseph-Frédéric de Saxe-Hildburghausen (Erbach, 5 octobre 1702 – Hildburghausen, 4 janvier 1787).